# Daniel Rossi
Daniel Rossi Silva, mais conhecido como Daniel Rossi (Rio Claro, 4 de janeiro de 1981), é um ex-futebolista brasileiro que atuava como volante.

## Carreira

### Começo - Categorias de base
Quando criança jogava no time Juventus de Rio Claro. Em 1995 jogou no União São João, de Araras.
No ano seguinte, fez um teste no São Paulo FC e assinou seu primeiro contrato com o clube. Jogou pelas categorias de base do São Paulo onde conquistou vários títulos.

### Profissional
No ano 2000, após o destaque nas categorias de base, subiu para o time profissional do São Paulo FC.
Nesse mesmo ano, foi emprestado por uma temporada para o time japonês Kawasaki Frontale. Terminou a copa nacional japonesa na segunda colocação.
Retornou ao time paulistano em 2001, permanecendo até 2003 quando foi emprestado para o time catarinense Avaí.
De volta ao São Paulo, foi parte do elenco que conquistou os importantes títulos: o Campeonato Paulista, 2005 e a Libertadores da América, 2005.
Em 2007 disputou o Campeonato Paulista pelo time de sua cidade natal, o Rio Claro, terminando o campeonato na 12º colocação.
Mais uma vez jogando fora do Brasil, Daniel Rossi assinou contrato no time tcheco SK Sigma Olomouc onde permaneceu até dezembro de 2012. Carinhosamente chamado de Amigo, ajudou o time a conquistar o primeiro título nacional tcheco - a Copa Tcheca, ou Pohár České pošty 2012. No mesmo ano, também conquistou a Supercopa, Český Superpohár 2012. Conquistou novamente os mesmos campeonatos tchecos em 2013, logo no primeiro ano atuando pelo time tcheco FK Baumit Jablonec. Pohár České pošty 2013, Český Superpohár 2013.

## Títulos
São Paulo
- Torneio Rio-São Paulo: 2001
- Supercampeonato Paulista de Futebol de 2002
- Campeonato Paulista: 2005[1]
- Copa Libertadores da América: 2005

SK Sigma Olomouc
- Copa da Chéquia: 2011–12
- Czech Supercup: 2012